# Velemér
Velemér es un pueblo ubicado en el distrito de Körmend, en el condado de Vas, Hungría.

## Superficie
Posee una superficie de 9,550 kilómetros cuadrados.

## Demografía
Hasta 2019 la población era de 66 habitantes, con una densidad de población de 6,911 habitantes por kilómetro cuadrado.